# 博拉泽克
博拉泽克（法語：Bolazec，法語發音：[bɔlazɛk]）是法国菲尼斯泰尔省的一个市镇，位于该省东北部，和阿摩尔滨海省接壤，属于沙托兰区。

## 地理
博拉泽克（48°26'40"N, 3°35'2"W）面积17.47 平方千米，位于法国布列塔尼大區菲尼斯泰尔省，该省份为法国最西部的省份，位于布列塔尼半岛西部，北西南三面环大西洋，东临阿摩尔滨海省和莫尔比昂省。
与博拉泽克接壤的市镇（或旧市镇、城区）包括：卡诺埃特、洛于埃克、普卢格拉斯、普卢拉克、博措雷勒、斯克里尼亚克。
博拉泽克的时区为UTC+01:00、UTC+02:00（夏令时）。

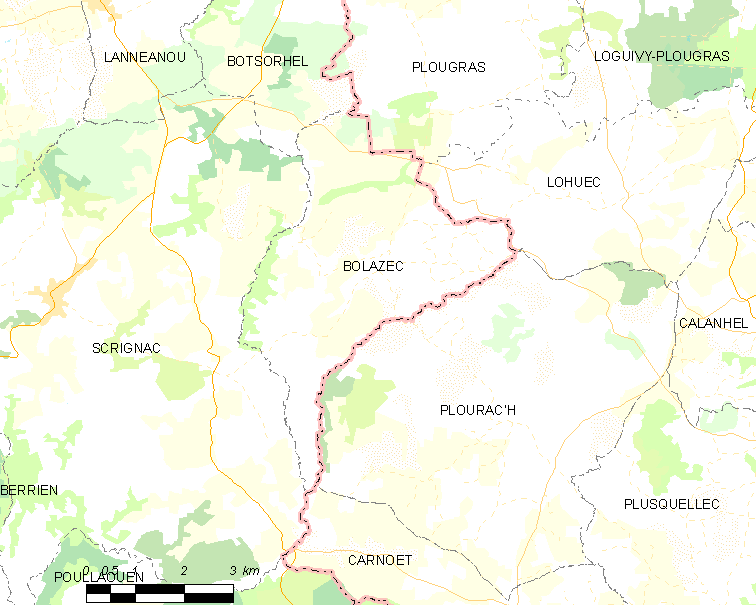
博拉泽克的OSM定位图

## 行政
博拉泽克的邮政编码为29640，INSEE市镇编码为29012。

## 政治
博拉泽克所属的省级选区为卡赖普卢盖尔县。

## 人口

1962-2008年间博拉泽克人口变化图示

博拉泽克于2022年1月1日时的人口数量为172人。